# Ruggeller Riet
Ruggeller Riet (Haslermahd) – rezerwat przyrody w północnym Liechtensteinie, w gminach Ruggell i Schellenberg, chroniący nadreński kompleks torfowisk o tej samej nazwie. Powołany został w 1978 roku, a jego powierzchnia wynosi 90,85 ha.

## Torfowiska
Podczas zlodowoceń plejstoceńskich cała dolina górnego Renu była zajmowana przez lodowiec, który cofając się, pozostawiał na terenie dzisiejszego Liechtensteinu niewielkie, bezodpływowe jeziorka wytopiskowe. Zbiorniki te ulegały eutrofizacji, a w konsekwencji stopniowemu zamulaniu i zarastaniu. Jedynie największe jezioro (Egelsee w gminie Mauren) dotrwało czasów historycznych, natomiast pozostałe dały początek bagniskom i torfowiskom. Taki los spotkał również kompleks jeziorek na północnym przedgórzu Eschnerbergu, które przekształciły się w torfowiska.
Już w późnym średniowieczu na żyznych madach w okolicach Ruggeller Riet uprawiano rolę, jednak największa ekspansja rolnictwa miała miejsce w XVIII i XIX wieku. W tych czasach podzielono również grunty między osoby prywatne, skarb państwa i związki rolnicze. Osuszanie bagien i przekształcanie zróżnicowanych łąk w monokultury zbożowe spowodowały znaczne obniżenie bioróżnorodności. Ponadto do degradacji ekosystemu przysłużyło się także wydobycie torfu, którego zaprzestano dopiero w drugiej połowie XX wieku. Dawniej bagna były odwadniane przez dwa potoki: Spiersbach i Mölibach, które w XX wieku uległy całkowitej regulacji.
Działania ochronne na torfowiskach Ruggeller Riet podjęto dopiero w latach siedemdziesiątych XX wieku. W 1970 roku powstało lokalne Towarzystwo Botaniczno-Zoologiczne (niem. Botanisch-Zoologische Gesellschaft), które prowadziło działania mające na celu ochronę torfowisk. W roku 1978 powołano rezerwat przyrody o powierzchni 90,85 ha (największy w Księstwie), natomiast w 1991 roku bagna zostały objęte ochroną w ramach konwencji ramsarskiej i pozostają jedynym obszarem Ramsar na terenie Liechtensteinu. Od 2000 roku stanowią również ostoję ptaków IBA organizacji BirdLife International.

## Roślinność i fauna
Rezerwat Ruggeller Riet charakteryzuje się wyjątkową bioróżnorodnością w skali Księstwa i doliny górnego Renu. Na wilgotnych łąkach dominują trawy i rośliny ciborowate (m.in. trzęślica modra, marzyca ruda czy kłoć wiechowata), występuje tu też szereg gatunków chronionych. Osobliwością rezerwatu są kwitnące na wiosnę fioletowe kosaćce syberyjskie, które porastają większość torfowisk. Wzdłuż dawnych potoków, których śladem są częściowo renaturyzowane rowy, rosną pojedynczo stare drzewa, w tym olchy i pomnikowe wierzby. 
Trawy i zakrzewienia są miejscem zamieszkania dla tysięcy gatunków bezkręgowców oraz ostoją dla ptaków, a w bardziej wilgotnych miejscach żyją płazy. Do 1997 roku na terenie Ruggeller Riet gniazdowały zagrożone wyginięciem kuliki wielkie, a współcześnie często żerują na terenie rezerwatu. Ponadto pojawiać się tu zaczęły bociany białe.
W 1990 roku udokumentowano stąd 736 gatunków roślin i 1631 gatunków zwierząt.

## Galeria

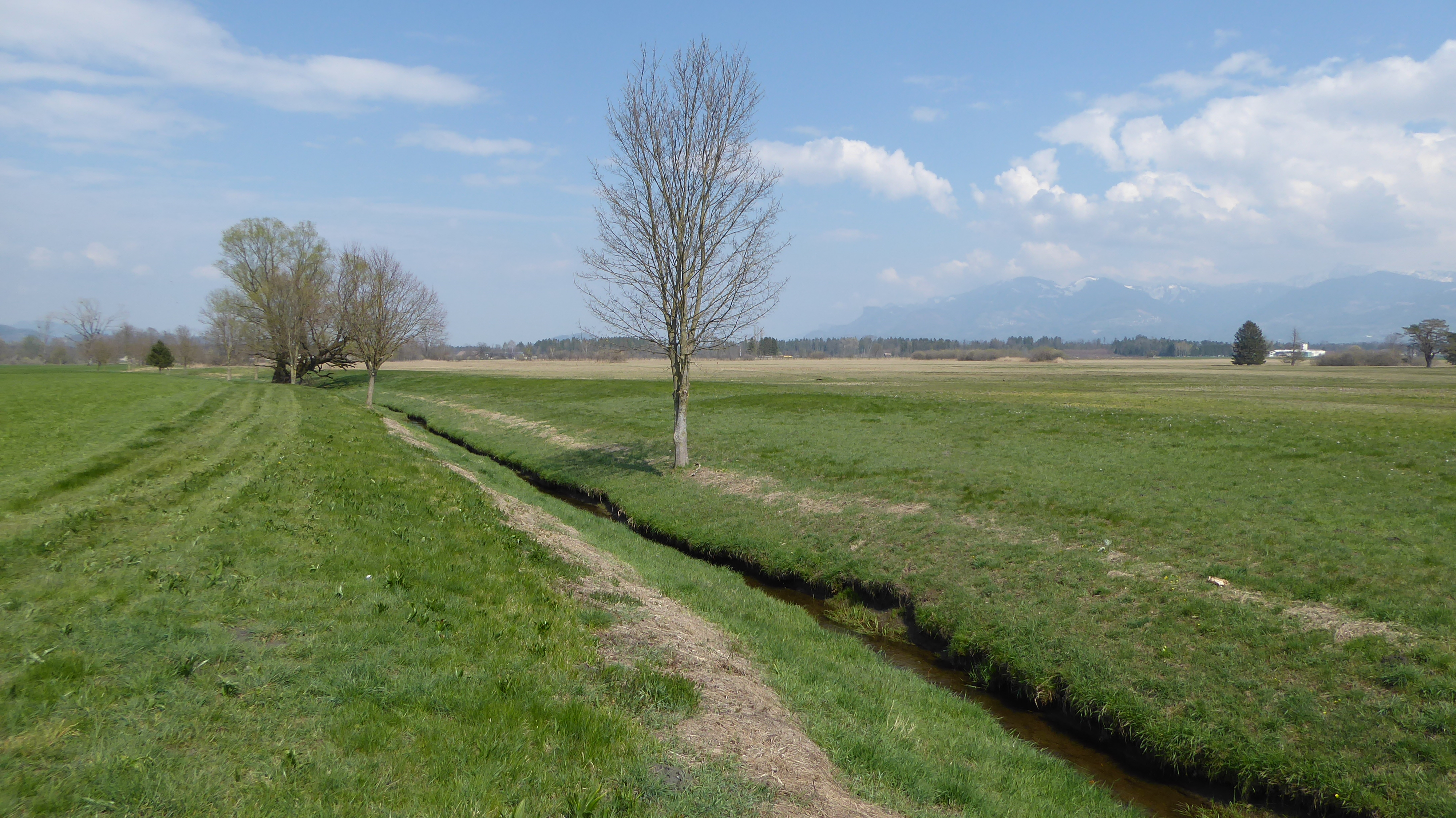
Częściowo renaturyzowany rów melioracyjny.
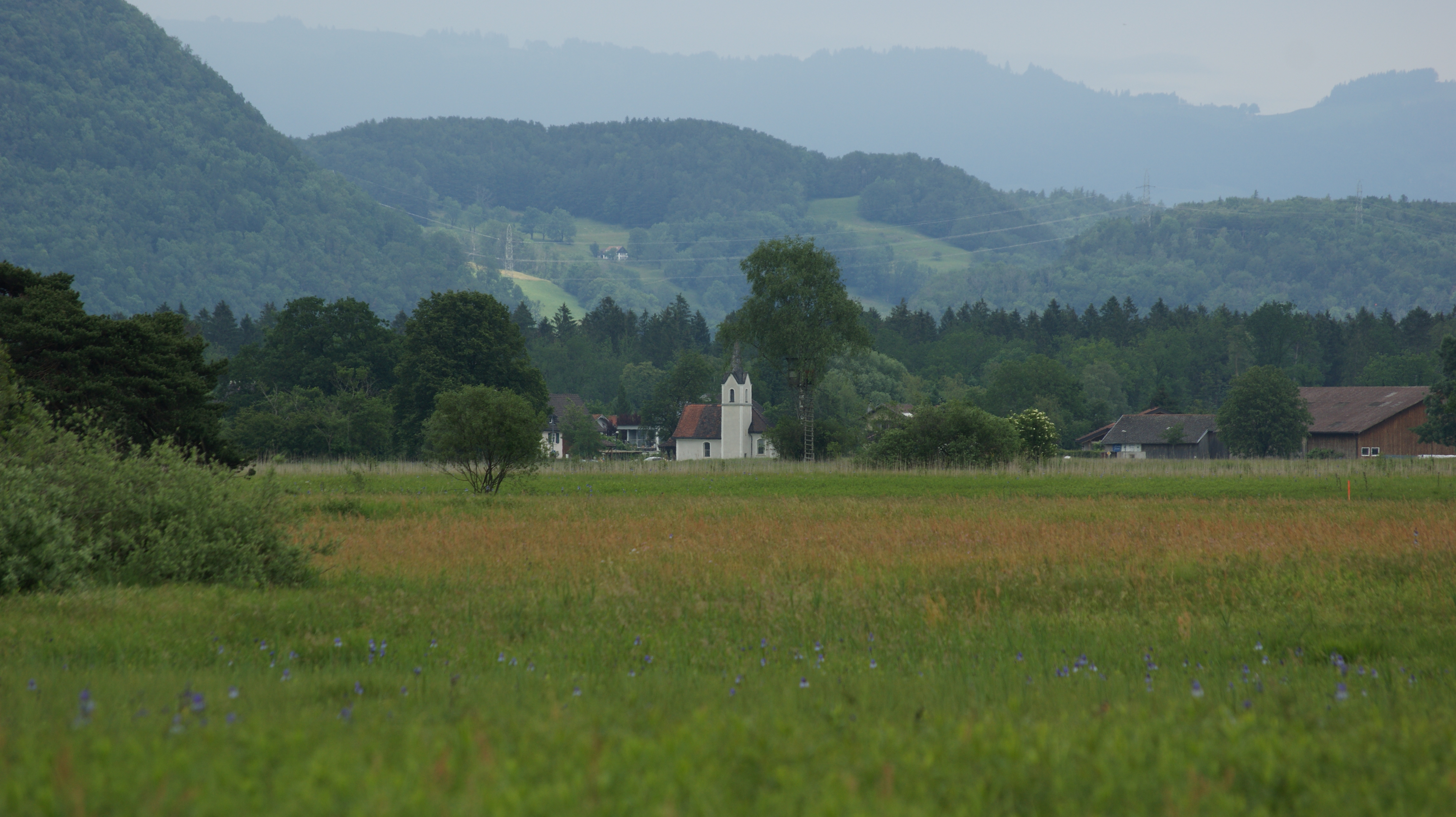
Widok na dzielnicę Nofels austriackiego Feldkirch.
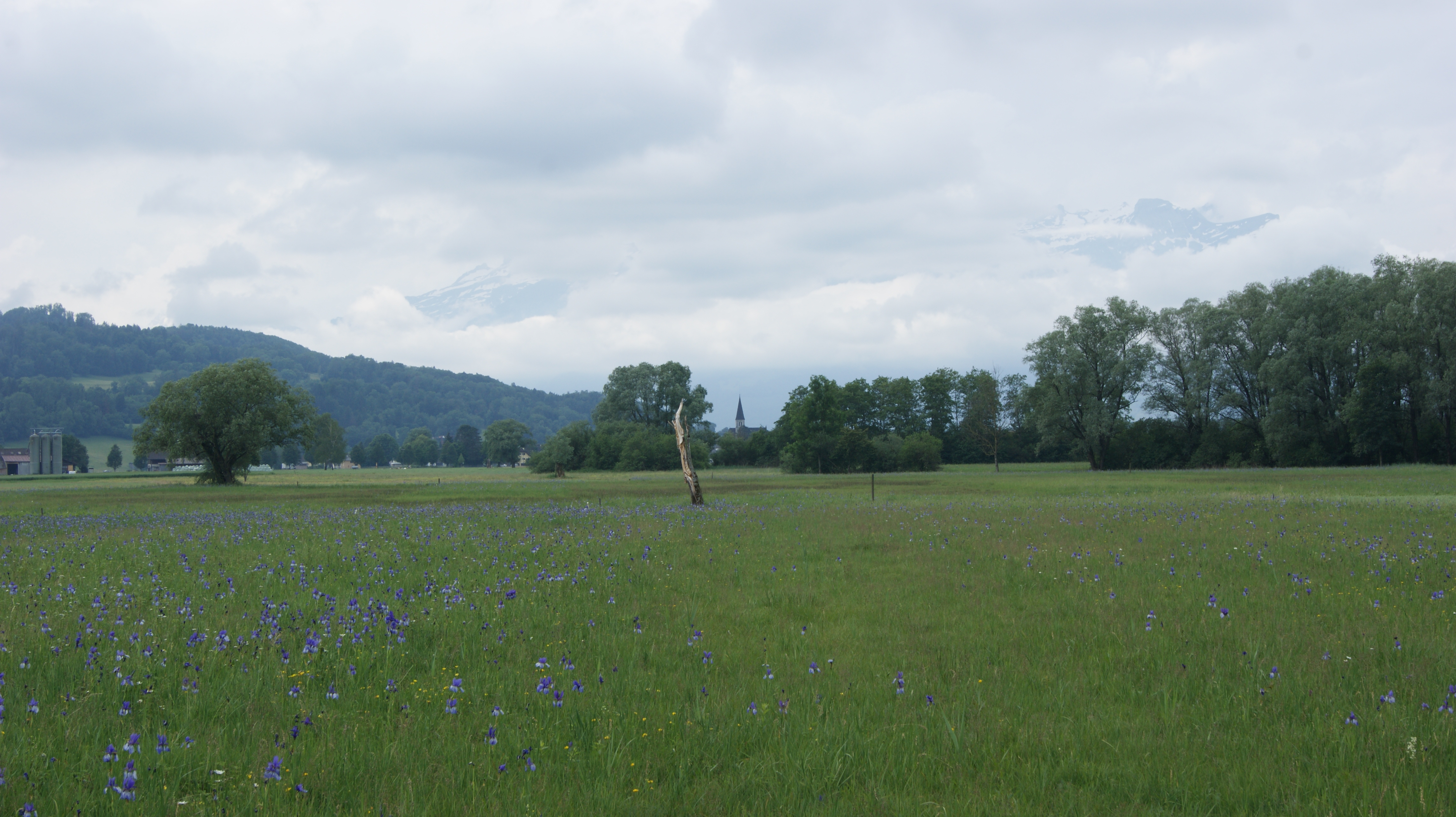
Widok na Ruggell.
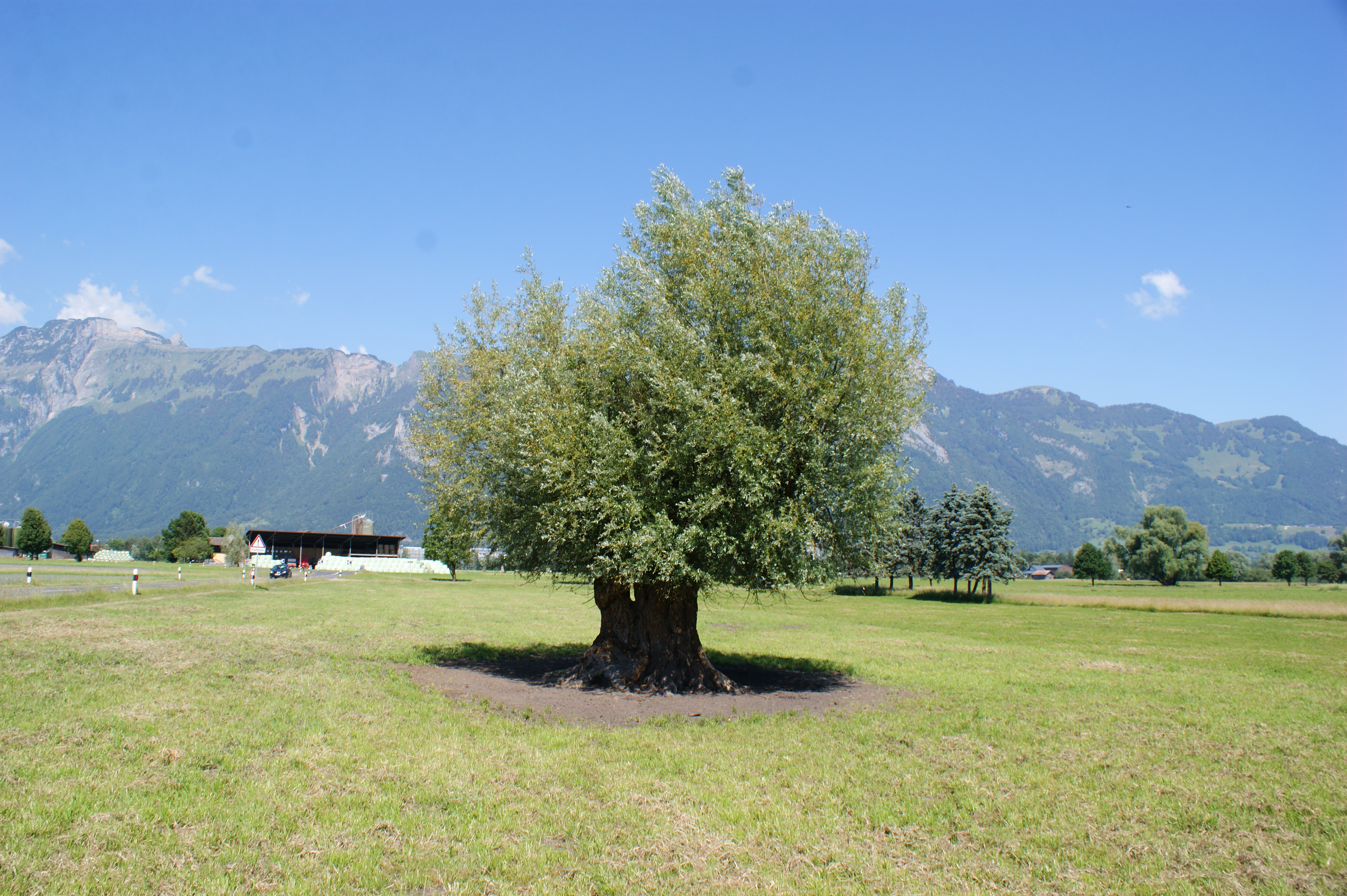
Pomnikowa wierzba biała.
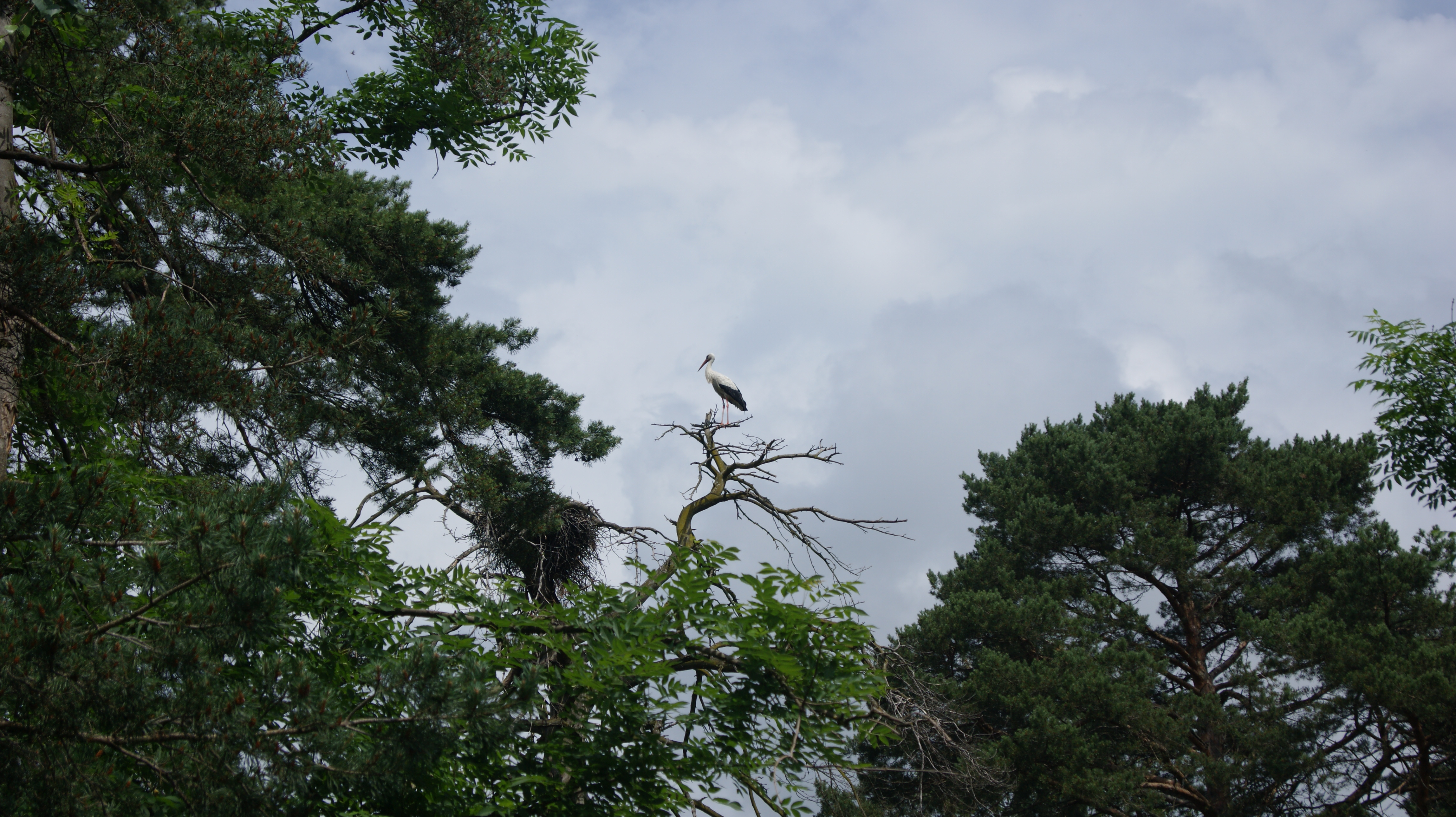
Bocian biały w rezerwacie.